# Карін Кейперс
Карін Кейперс (нід. Karin Kuipers, 18 липня 1972) — нідерландська ватерполістка.
Учасниця Олімпійських Ігор 2000 року.
Чемпіонка світу з водних видів спорту 1991 року, призерка 1994, 1998 років.